# Linje 300S
Linje 300S er en buslinje i København, som kører mellem Gammel Holte, Øverødvej og Ishøj st. Linjen er en del af Movias S-busnet og er udliciteret til Nobina, der driver linjen fra sit garageanlæg i Glostrup. I 2024 havde linjen ca. 3 mio. passagerer. Den kører på tværs gennem Københavns forstæder ad Ring 3 og betjener blandt andet DTU, Kongens Lyngby, Buddinge, Herlev og Glostrup undervejs.
Linjen blev oprettet mellem Lyngby st. og Hundige st. som en af de tre første S-buslinjer 21. oktober 1990. Ved oprettelsen erstattede den linje 134, 162 og 172E. I 1994 blev den forlænget fra Lyngby st. til Kokkedal st. I 2005 blev den afkortet fra Hundige st. til Ishøj st. I 2006 blev den afkortet fra Kokkedal st. til Nærum st. men forlænget til Gammel Holte i 2013-2014 og igen fra 2016.
Fra 1991 til 2008 kørte der ledbusser på linjen, indtil de blev taget ud af drift som det på det tidspunkt sidste sted i Hovedstadsområdet. I 2025-2026 bliver linjen erstattet af en ny letbane på Ring 3.
Fra 26. september 1993 til 24. september 1995 blev linje 300S suppleret af en myldretids-S-bus, linje 303S, mellem Gammel Holte og Ishøj st. Det var den hidtil eneste S-buslinje til kun at køre i myldretiderne. Linje 300S blev efterfølgende suppleret af linje 174E fra 1995 til 2006 og igen fra 2010 af linje 330E, der blev til linje 30E i 2016 og indstillet i 2022.

## Historie
De første konkrete planer til det, der skulle blive til S-busnettet, fremkom i Kollektiv Trafikplan 1989, hvor det blev foreslået at oprette syv såkaldte "superbuslinjer" i årene 1989-1993 og yderligere en efter 1993. Tanken var at de skulle fungere som regionale forbindelser på tværs af de eksisterende S-baner og fjernbaner og samtidig komplettere dem. Rejsehastigheden skulle være høj med få stoppesteder undervejs, og frekvensen og komforten skulle ligeledes være høj. Desuden skulle der være et samlet design- og sloganprogram for hele det nye system. Endelig var det tanken, at de nye linjer ikke bare skulle have numre men også kunne have hver deres navn, der skulle stå med store bogstaver på siden af busserne.
En af de påtænkte linjer var en tværlinje med betegnelsen Superbus "Ringvejen" og linjeføringen Klampenborg - Lyngby - Buddinge - Gladsaxe Trafikplads - Herlev - Glostrup - Ishøj - Hundige. Den nye linje ville erstatte linje 162, der kørte fra Lyngby via Buddinge og Herlev til Glostrup, den supplerende myldretidslinje 172E, der fortsatte videre til Ishøj, og linje 134 der kørte mellem Glostrup og Hundige. Desuden ville den nye linje fortsætte fra Lyngby til Klampenborg. Navnet "Ringvejen" hentydede til, at linjen en stor del af vejen ville køre ad Ring 3.
Linjen blev oprettet som den ene af de tre første linjer i det nye net 21. oktober 1990. Navnet Superbusser var dog blevet ændret til S-busser i mellemtiden, ligesom ideen med navne på de enkelte linjer var blevet droppet til fordel for numre med hele hundreder, i dette tilfælde 300S, idet linjen som nævnt kørte ad Ring 3. Som sådan kørte den fra Lyngby st. via Buddinge st., Herlev og Glostrup st. til Ishøj st., hvorfra der fortsattes til Hundige st. i myldretiderne. Til Klampenborg kom linjen derimod aldrig, men det gjorde den i 1991 oprettede linje 200S til gengæld i årene 1993-95.
Fra starten var det meningen, at komforten skulle være høj på S-busserne med blandt andet fuldturiststole med nakkestøtte og armlæn, mørktonede sideruder, læselamper, bagagehylder, lys ved gulvet i midtergangen der tillige fik gulvtæppe samt oversigter over både den enkelte linje og hele S-busnettet. Udenpå fik busserne blå/hvide striber i tagkanten og blå destinationsskilte med hvid tekst. Dertil kom så selve rejsetiden, der blev holdt nede ved, at man kun stoppede ved de største stoppesteder og ikke kørte ind omkring terminalerne på Gladsaxe Trafikplads og ved Herlev st.
Men et var de fine intentioner og mange nye tiltag, noget andet var virkeligheden. Da en busentusiast dagen efter oprettelsen noterede hvilke busser, der faktisk var indsat, måtte vedkommende konstatere, at kun tre ud af tolv busser på linje 300S var rigtige S-busser. Og på de faktiske S-busser viste det sig, at gulvtæpperne var for dyre at gøre rent, og at lamperne ved gulvet i midtergangen blev sparket i stykker. Ikke desto mindre var successen hurtigt hjemme, ikke mindst på netop linje 300S, hvor belægningen var så høj, at der i 1991 forsøgsvist blev indsat ledbusser for at dække efterspørgslen. I første omgang blev almindelige ledbusser overflyttet fra andre garager, men efterfølgende kom der ledbusser indrettet som S-busser i fast drift på linjen. Derudover ændredes køreplanen, så Hundige st. blev betjent i hele driftsdøgnet fra 6. januar 1991.

### Linje 303S og andre tiltag
26. september 1993 fik linje 300S en makker, da en del kørsel udskiltes i den nye myldretidslinje 303S fra Gammel Holte, Malmbergsvej ad Helsingørmotorvejen og Ring 3 til Ishøj st. I modsætning til linje 300S kørte den nye linje ikke ind omkring Lyngby st. og Glostrup st. men supplerede den ellers en stor del af vejen. 29. maj 1994 fik den en mindre ændring, da endestationen i Gammel Holte flyttedes til Trørød Kollegiet. Ideen med en myldretids-S-bus holdt dog ikke i længden, og der blev ikke oprettet andre af slagsen. Linje 303S selv blev nedlagt 24. september 1995 og erstattet af den almindelige ekspresbuslinje 174E med en lidt ændret linjeføring.
25. september 1994 blev linje 300S forlænget fra Lyngby st. via Lyngby Storcenter, DTU, Nærum st. og Hørsholm til Kokkedal st. Den nye strækning gik blandt andet ad Helsingørmotorvejen, hvilket medførte nogle omlægninger i 1996 og 1997, da motorvejen blev udvidet. Omlægningen i 1997 gav dog indledningsvis anledning til irritation for nogle passager, fordi en afkørsel blev lukket senere end planlagt. Det betød at nogle busser fejlagtigt kørte ad den normale rute forbi Nærum st. i stedet for via et midlertidigt stoppested på Rundforbivej ved Nærum Posthus, som de skulle. 24. maj 1998 blev det aktuelt med en omlægning i Glostrup ad Østbrovej og Park Allé, da den hidtil benyttede Kildevej blev spærret.
Fra 1995 til 2003 fandt det såkaldte Skybus-projekt sted på linje 300S. Det havde til formål at forbedre informationen for passagererne både ved stoppestederne og i busserne. Med hjælp fra GPS-satellitter blev det muligt at bestemme de enkelte bussers placering. Computere i busserne kunne så styre displays med informationer om næste stoppested og skiftemuligheder. Buscomputerne var desuden forbundet med en central computer hos HT, der beregnede køretiden til de forskellige stoppesteder. Den information blev så sendt ud til udvalgte stoppesteder, hvor der var displays med antal minutter til de to næste busser på linjen. Derudover blev der sendt signaler til fem vejkryds, så lyssignalerne skiftede til grønt, når en bus nærmede sig.
Forsøget kostede ca. 6,5 mio. kr., hvoraf Trafikministeriet betalte knap 3 mio. kr., leverandøren en halv mio. kr. og HT resten. Erfaringen fra projektet var, at passagererne var tilfredse med den ekstra information, det gav dem. Det endte dog med at blive indstillet, da det var blevet overhalet af den teknologiske udvikling. I stedet satsedes på indføre elektronisk her-og-nu-information med en ny generation af computere.
I 1999 var linje 300S i udbud, og i den forbindelse ville HT have tilbud på kørsel med både ledbusser og dobbeltdækkerbusser på både denne linje og linje 250S. På sidstnævnte linje var der foretaget prøvekørsler med en dobbeltdækkerbus fra Berlin i april 1998. Passagererne havde været positive overfor dobbeltdækkerbussen, der udmærkede sig ved flere siddepladser og højere komfort end ledbusserne. Priserne ved udbuddet var dog for høje i første omgang, og de to linjer blev derfor genudbudt, idet der som alternativ nu også skulle bydes med 13,7 m lange enetages busser. Resultatet blev at der kom til at køre dobbeltdækkerbusser på linje 250S. På linje 300S måtte man derimod opgive det, da dobbeltdækkerbusserne ikke kunne komme under jernbaneviadukten ved Lyngby st., så i stedet indsattes der 13,7-busser sammen med ledbusserne.
Natten mellem 24. og 25. august 2003 fandt der et lidt usædvanligt uheld sted. Et skybrud betød, at forsænkningen under jernbaneviadukten ved Lyngby st. blev oversvømmet, og en bus uden passagerer fra linje 300S blev fanget i vandmasserne. Falck-dykkere måtte bruge gummibåd for at redde chaufføren fra bussen, der stod i vand til vinduerne. Også en bilist, der var blevet fanget i vandmasserne og havde måtte kravle op på taget af sin bil, måtte reddes med gummibåd.

### Forlængelser og forkortelser
25. maj 2003 blev linjen gaffeldelt om aftenen og søndag, så nogle ture i stedet for at køre til Kokkedal st. fik endestation i Gammel Holte ved Mariehøjvej. Det holdt til 9. januar 2005, hvor linjen afkortedes fra både Kokkedal st. og Gammel Holte til Nærum st. netop aften og søndag. De sparede vogntimer blev så brugt til at forstærke linje 150S i de samme tidsrum, da den havde væsentlig flere passagerer på de to linjers fælles strækning mellem Nærum og Kokkedal.
Et par måneder senere, 20. marts 2005, afkortedes linjen i den modsatte ende fra Hundige st. til Ishøj st. i hele driftstiden, da der ikke var så mange passagerer på den strækning. Ved samme lejlighed blev linjen delt i to ved Lyngby st. i dagtimerne på hverdage. Baggrunden for det var, at Motorring 3 blev udvidet, hvilket forventedes at give ekstra pres på den parallelle Ring 3, som en del trafik antageligt ville benytte imens. For at undgå at forsinkelser som følge deraf forplantede sig alt for meget på den lange linje 300S, blev den derfor delt frem til 8. januar 2006. I praksis blev der dog ikke så store problemer på Motorring 3 som frygtet. Til gengæld var der problemer på S-banen, som formentlig var årsag til, at de korresponderende tværgående S-buslinjer som 300S oplevede betydelige fald i passagertallene i sommeren 2005. De rettede sig dog i efteråret, samtidig med at der kom styr på S-banen.
22. oktober 2006 blev linje 300S afkortet fra Kokkedal st. til Nærum st. Samtidig fik linjen øget drift i myldretiden, da den parallelle linje 174E, der på det tidspunkt kørte mellem Trørød og Ishøj st., blev nedlagt. Konceptet med en supplerende linje blev dog genoplivet 28. marts 2010 med oprettelsen af linje 330E. Den nye linje kom til at køre fra DTU (senere Nærum st.) ad Ring 3 til Ishøj st. I lighed med sine forgængere, 303S og 174E, betjente den ikke Lyngby st. og Glostrup st. men fulgte ellers linje 300S på det meste af strækningen. Forskellen fra forgængerne var til gengæld, at linje 330E kørte i dagtimerne mandag-fredag og ikke kun i myldretiden, samt at linje 330E kørte gennem selve Lyngby, hvor forgængerne kørte ad Motorring 3 uden om Lyngby.
I 2008 sagde linje 300S farvel til ledbusserne. De havde været et fast indslag på linjen siden 1991, men i løbet af 2000'erne var den efterhånden blevet den eneste linje i Hovedstadsområdet til at bruge dem. Den sidste dag blev den 14. marts 2008, hvorefter ledbusserne blev taget ud af drift i forbindelse med at linjen skiftede garage. Ledbusserne vendte dog tilbage til Hovedstadsområdet ni år senere, da linje 5A blev relanceret som linje 5C 23. april 2017. Det havde dog ingen betydning for linje 300S, udover at linje 5C kom til at følges med den på et stykke af Herlev Ringvej.
Fra 24. marts 2013 til 8. august 2014 blev linje 300S forlænget fra Nærum st. ad Helsingørmotorvejen til Gammel Holte i forbindelse med udvidelser af Helsingørmotorvejen, hvor linje 150S og 173E ikke kunne betjene Gammel Holte i normalt omfang. 27. marts 2016 blev den igen forlænget til Gammel Holte, efter at arbejdet var færdigt. Ved samme lejlighed skiftede linje 330E nummer til 30E i forbindelse med en relancering af ekspresbusserne, nu kendt som E-busser. Desuden blev den afkortet fra Nærum st. til DTU.

### Letbanen som afløser
I 2013 blev der indgået en politisk aftale mellem de fleste af Folketingets partier og en principaftale med de berørte kommuner om etablering af en letbane på Ring 3. Hovedstadens Letbane, som den senere blev døbt, kommer til at gå fra Lundtofte via Lyngby st., Herlev st. og Glostrup st. til Ishøj st. og vil få 29 stationer. Anlægsloven blev vedtaget af Folketinget 31. maj 2016, og efter en ekstern undersøgelse blev arbejdet med udbud af anlæg og drift sat i gang i oktober 2016. De første anlægsarbejder gik i gang i efteråret 2018. Movia forventede at anlægsarbejderne vil kunne påvirke driften af linje 300S og 30E med vejlukninger og dårlig trafikafvikling. I entreprenørkontrakten blev der derfor indbygget mulighed for, at linjerne kunne deles eller omlægges med kort varsel, hvis det skulle blive nødvendigt. Det blev det fra 2020, hvor de to linjer i perioder blev omlagt skiftende steder på linjen.
I Movias udbud af linje 300S og 30E, der trådte i kraft i december 2020, indgik der et forsøg med en brintbus på de to linjer. Den vindende entreprenør, Nobina, lejede en Caetano H2.City Gold til formålet og sørgede desuden for tankanlæg, brændstof mv. Bussen blev sat i drift 10. januar 2022 og skulle køre mest muligt i mindst 24 måneder. Bussen kunne køre 400 km på en fuld optankning, der tog ni minutter. Det rakte for eksempel til seks dobbeltture på sammenlagt 350 km på linje 300S samt garagekørsel. Det var første gang, at Movia indsatte brintbusser. Der var i forvejen indsat elbusser som et miljøvenligt alternativ til dieselbusser på flere andre linjer, men de havde en kortere rækkevidde og var derfor ikke så interessante for længere linjer som linje 300S. Brintbussen nåede imidlertid ikke at blive et reelt alternativ, for i september 2023 lukkede alle danske brintstationer. Bussen kom så i stedet til Volanbusz i Budapest.
I sommeren 2022 havde arbejderne til letbanen påvirket fremkommeligheden på linje 300S og 30E så meget, at det var gået udover passagertallene. 7. august 2022 blev linje 300S derfor ændret til blive kørt som tre systemer, så forsinkelser et sted på ruten ikke forplantede sig til andre. Det ene system kørte fra Ishøj st. til Gladsaxe Trafikplads, det andet fra Gladsaxe Trafikplads til Gammel Holte og det tredje overlappende fra Glostrup st. til DTU, Rævehøjvej. Desuden blev linje 30E inddraget, og dens busser overført til linje 300S. Det skønnedes at ca. 20 % af passagerne ville få et ekstra skift, mens de 80 % gerne skulle få mere stabil drift. Derudover ville passagererne få gavn af et ensartet standsningsmønster på de to linjers fællesstrækninger, hvor linje 30E trods færre stop her alligevel ikke kom hurtigere frem. Konceptet med skift ved Gladsaxe Trafikplads blev droppet igen ved køreplansskiftet 10. december 2023. I stedet blev køreplanen ændret til skiftevis kørsel Gammel Holte, Øverødvej - Glostrup st. og DTU, Rævehøjvej - Ishøj st. i myldretiderne og hele vejen Gammel Holte, Øverødvej - Ishøj st. resten af tiden.
Det var oprindeligt meningen, at Hovedstadens Letbane skulle åbne under et i 2025. Til den tid skulle de parallele buslinjer, herunder linje 300S, nedlægges og en række andre linjer omlægges og tilpasses. Men anlægsarbejderne i Gladsaxe trak ud. 10. september 2024 blev det derfor annonceret, at åbningen kommer til at ske over to omgange. Den sydlige del mellem Ishøj st. og Rødovre Nord st. forventes at åbne i efteråret 2025, mens den nordlige del mellem Rødovre Nord st. Lundtofte st. forventes at åbne i sommeren 2026. I mellemtiden vil der køre en buslinje med høj frekvens på den nordlige del af strækningen.

## Fakta
- Linjeføring
  - Gammel Holte, Øverødvej - Helsingørmotorvejen - (< Vejporten < Lundtoftevej <) - Lundtoftegårdsvej -/ DTU, Rævehøjsvej - Anker Engelunds Vej - Lundtoftevej - Sorgenfrigårdsvej - Klampenborgvej - Lyngby Torv - Lyngby st. - Buddingevej - Gladsaxe Ringvej - Gladaxe Trafikplads - Gladsaxe Ringvej - Herlev Ringvej - Nordre Ringvej - Hovedvejen - Nyvej - Glostrup st. - Banegårdsvej - Østbrovej - Park Allé - Søndre Ringvej - Ishøj Strandvej - Ishøj Stationsvej - Ishøj st.[45]

- Overordnede linjevarianter
  - Gammel Holte, Øverødvej - Ishøj st.[45]
  - Gammel Holte, Øverødvej - Glostrup st.[45]
  - DTU, Rævehøjvej - Ishøj st.[45]

- Materiel
  - 37 13,7 m-busser af typen Volvo B12BLE-62/Säffle garageret hos Nobina, Glostrup.[42][50]

| År         | Entreprenør og garage   |
| ---------- | ----------------------- |
| 21-10-1990 | Busdivisionen, Gladsaxe |
| 01-04-1994 | Busdivisionen, Ballerup |
| 1995       | Bus Danmark, Ballerup   |
| 14-06-1999 | Arriva, Ballerup        |
| 16-03-2008 | Arriva, Gladsaxe        |
| 19-10-2008 | Concordia, Glostrup     |
| 01-12-2009 | Nobina, Glostrup        |

| År          | 2021      | 2022      | 2023      | 2024      |
| ----------- | --------- | --------- | --------- | --------- |
| Passagertal | 2.607.025 | 3.068.644 | 2.828.195 | 2.953.761 |

## Kronologisk oversigt
Oversigten nedenfor omfatter permanente og længerevarende ændringer. Der er set bort fra ændringer af stoppesteder og kortvarige omlægninger ved vejarbejder, sportsbegivenheder og lignende.
| Dato                            | Hændelse |
| ------------------------------- | --- |
| 21-10-1990                      | Linje 300S oprettes ad følgende rute: Lyngby st. - Buddingevej - Buddinge st. - Gladsaxe Ringvej - Herlev Ringvej - Nordre Ringvej - Hovedvejen - Nyvej - Glostrup st. - > Sydvestvej > Engtoftevej /(< Kildevej < Nyvej <) - Søndre Ringvej - Ishøj Strandvej - Ishøj Stationsvej - Ishøj st. - Vejlebrovej - Ishøj Strandvej - Hundige Strandvej - Hundige Centervej - Hundige Stationsvej - Hundige st. Ishøj st. - Hundige st. betjenes kun i myldretiden. Linjen erstatter linje 134, 162 og 172E, der alle nedlægges. |
| 06-01-1991                      | Der køres til Hundige st. i hele driftsdøgnet. |
| 1991                            | Materiel ændres så fremover både 12 m- og ledbusser. |
| 26-09-1993                      | Frekvens reduceres på grund af oprettelsen af linje 303S. |
| 25-09-1994                      | Forlænges fra Lyngby st. ad Lyngby Torv - Klampenborgvej - Sorgenfrigårdsvej - Lundtoftevej - Anker Engelunds Vej - DTU - Lundtoftegårdsvej - > Lundtoftevej > Vejporten > - Helsingørmotorvejen - Nærum st. - Hørsholm Kongevej - Rungstedvej - Usserød Kongevej - Højmosen - Ådalsvej til Kokkedal st. |
| Ca. 01-01-1995                  | Omlægges ad Usserød Kongevej - Ådalsvej i stedet for ad Højmosen. |
| 02-06-1996 - 12-12-1996         | Omlægges ad Park Allé - Østbrovej - Banegårdsvej - Glostrup st. - Banegårdsvej - Hovedvejen i retning mod Kokkedal st. og mod Hundige st. ad Hovedvejen - Banegårdsvej. Omlægningen skyldes vejarbejde på Nyvej. |
| 21-02-1997 - 29-10-1997         | Omlægges ad Nøjsomhedsvej - Ørholmvej - Skodsborgvej - Rundforbivej i retning mod Kokkedal st. Omlægningen skyldes udvidelse af Helsingørmotorvejen. |
| 24-05-1998                      | Omlægges ad Park Alle - Østbrovej - Glostrup st. Omlægningen skyldes spærring af Kildevej. |
| 30-05-1999                      | Afkortes på hver anden afgang fra Kokkedal st. til Nærum st. |
| 02-07-2001                      | Materiel ændres så fremover både 12 m-, 13,7 m- og ledbusser. |
| 25-05-2003                      | Aftener og søndage afkortes og omlægges nogle ture så der i stedet for kørsel til Kokkedal st. køres ad Langhaven - Malmbergsvej til Gammel Holte, Mariehøjvej. |
| 09-01-2005                      | Afkortes aftener og søndage fra hhv. Kokkedal st. og Gammel Holte til Nærum st. |
| 20-03-2005                      | Afkortes fra Hundige st. til Ishøj st. På grund af vejarbejde på Motorring 3 og følgende afsmitning på Ring 3 deles linjen ved Lyngby st. i dagtimerne mandag-fredag, så der køres Kokkedal st. - Lyngby st. og Lyngby st. - Ishøj st. |
| 08-01-2006                      | Delingen ved Lyngby st. ophører. |
| 22-10-2006                      | Afkortes fra Kokkedal st. til Nærum st. Frekvens øges i myldretiderne på grund af nedlæggelsen af linje 174E. |
| 15-03-2008                      | Materiel ændres så fremover kun 12- og 13,7 m-busser. |
| 19-10-2008                      | Materiel ændres så fremover kun 13,7 m-busser. |
| 28-03-2010                      | Frekvens reduceres i myldretiderne på grund af oprettelsen af linje 330E (fra 2016 30E). I myldretiderne afkortes hver anden afgang fra Ishøj st. til Glostrup st. |
| 24-03-2013                      | Forlænges fra Nærum st. ad Helsingørmotorvejen til Gammel Holte, Øverødvej på grund af udvidelse af Helsingørmotorvejen. |
| 08-08-2014                      | Afkortes igen til Nærum st. på grund af Helsingørmotorvejens udvidelse. Afkortningen var oprindelig annonceret til 10. august 2014 men blev fremrykket til 8. august 2014 kl. 18 på grund af nedrivning af broerne for Øverødvej og Gøngehusvej. |
| 27-03-2016                      | Forlænges igen fra Nærum st. ad Helsingørmotorvejen til Gammel Holte, Øverødvej efter afslutningen på arbejdet med Helsingørmotorvejen. |
| 17-07-2019 - ca. 01-11-2020     | Omlægges i retning mod Gammel Holte ad Rævehøjvej - Eremitageparken - Vejporten. Omlægningen skyldes fjernvarmearbejde og ensretning af Lundtoftegårdsvej. |
| 17-03-2020 - 16-06-2020         | Omlægges ad Gl. Jernbanevej - Nørgaardsvej - Firskovvej - Klampenborgvej. Ændres til Gl. Jernbanevej - Nørgaardsvej - Kanalvej 7. april 2020. Omlægningen skyldes letbanebyggeri. |
| 14-09-2020 - ca. 22-01-2020     | Omlægges ad Toftebæksvej - Lyngby Hovedgade. Omlægningen skyldes letbanebyggeri. |
| 25-01-2021 - ca. 30-06-2021     | Omlægges Engelsborgvej i stedet for Buddingevej. Omlægningen skyldes vejarbejde. |
| 12-04-2021 - ca. 31-08-2021     | Omlægges ad Gl. Jernbanevej - Nørgaardsvej - Kanalvej. Omlægningen skyldes letbanebyggeri. |
| 02-08-2021 - ca. 31-10-2022     | Omlægges ad Engelsborgvej - Nybrovej i retning mod Ishøj st. og ad Buddingevej - Christian X's Allé - Engelsborgvej mod Lyngby st. Indtil 13. august 2021 gjaldt sidste omlægning dog i begge retninger. Omlægningen skyldes vejarbejde. |
| Ca. 16-08-2021 - ca. 01-06-2022 | Omlægges ad Rævehøjvej - Eremitageparken - Vejporten i retning mod Gammel Holte. Omlægningen skyldes ensretning af Lundtoftegårdsvej. |
| 08-08-2021 - 31-10-2021         | Omlægges ad Søndre Ringvej - "Hanken" - Sydvestvej i retning mod Ishøj st. Omlægningen skyldes spærring af krydset Nordre Ringvej/Hovedvejen i forbindelse med letbanearbejde. |
| ??-06-2022 - forår 2023         | Omlægges ad Lyngby Torv ved udkørsel fra Lyngby st. mod Ishøj st. Omlægningen skyldes letbanearbejde. |
| Ca. 01-05-2022 - ca. 01-11-2022 | Omlægges på nogle ture ad Ishøj Strandvej - Vejlebrovej afhængig af køkørsel. Omlægningen skyldes letbanearbejde. |
| 07-08-2022                      | Driften ændres da letbanebyggeriet giver problemer med at holde køretiderne. Linje 30E og 300S lægges sammen til 300S, der samtidig kommer til at køre i tre systemer. En nordlig kører mellem Gammel Holte og Gladsaxe Trafikplads, en sydlig mellem Gladsaxe Trafikplads og Ishøj st. og en overlappende mellem DTU, Rævehøjvej og Glostrup st. Sidstnævnte kører kun mandag-lørdag. |
| 05-09-2022 - ca. 30-04-2023     | Omlægges ad Lundtoftegårdsvej - DTU Syd - Akademivej. Omlægningen skyldes letbanearbejde og lukning af Anker Engelunds Vej. |
| 20-09-2022 - forår 2023         | Omlægges ad Gammelmosevej - Sandtoften - Nybrovej i retning mod Gammel Holte. Omlægningen skyldes letbanearbejde og ensretning af Buddingevej. |
| 02-02-2023 - ca. 20-05-2023     | Omlægges ad Søndre Ringvej - Engtoftevej - Sydvestvej i retning mod Ishøj st. Omlægningen skyldes letbanearbejde i krydset Nordre Ringvej/Hovedvejen. |
| 21-03-2008 - 22-08-2023         | Omlægges med kørsel uden stop ad Herlev Hovedgade - Marielundvej - Mileparken - Ballerup Boulevard. Omlægningen skyldes letbanearbejde og spærring af Herlev Ringvej mellem Herlev Hovedgade og Lyskær. |
| 11-04-2023 - ca. 15-01-2024     | Omlægges ad Vallensbæk Torvevej - Vallensbæk Strandvej. Omlægningen skyldes letbanearbejde. |
| 10-05-2023 - 19-12-2023         | Omlægges ad Gammelmosevej - Stengården st. - Møllemarken - Gammelmosevej. Omlægningen skyldes letbanearbejde og spærring af Buddingevej ved Motorring 3. |
| 03-07-2023 - ca. 02-08-2023     | Omlægges ad Søndre Ringvej - Engtoftevej - Sydvestvej i retning mod Ishøj st. Omlægningen skyldes letbanearbejde og spærring af krydset Nordre Ringvej/Hovedvejen for venstresving. |
| 20-11-2023 - ca. 23-12-2023     | Omlægges ad Sandtoften - Nybrovej - Lagergårdsvej - Motorring 3 - Jægersborgvej - Lyngby Hovedgade - Jernbanepladsen i retning mod Gammel Holte og ad Lyngby Hovedgade - Christian X's Allé i retning mod Ishøj st. Omlægningen skyldes letbanearbejde. |
| 10-12-2023                      | Skift ved Gladsaxe Trafikplads ophører. I stedet køres skiftevis Gammel Holte, Øverødvej - Glostrup st. og DTU, Rævehøjvej - Ishøj st. i myldretiderne og hele vejen Gammel Holte, Øverødvej - Ishøj st. resten af tiden. |
| 19-12-2023 - ca. 23-06-2024     | Omlægges ad Nybrovej - Sandtoften - Gammelmosevej i retning mod Ishøj st. Omlægningen skyldes letbanearbejde og ensretning af Buddingevej. |
| 19-12-2023 - ca. 31-07-2025     | Omlægges ad Carlshøjvej - Toftebæksvej - Kanalvej i retning mod Ishøj st. Omlægges tilsvarende i modsat retning 8. januar - ca. 9. februar 2024. Omlægningen skyldes letbanearbejde. |
| 06-09-2024 - ca. 25-07-2025     | Omlægges ad Gammelmosevej - Sandtoften - Nybrovej i retning mod Gammel Holte. Omlægningen skyldes letbanearbejde. |

## Linje 303S/174E

### Fakta
- Linjeføring ved nedlæggelsen
  - 303S: Ishøj st. - Ishøj Stationsvej - Ishøj Strandvej - Søndre Ringvej - Nordre Ringvej - Herlev Ringvej - Gladsaxe Ringvej - Buddinge st. - Buddingevej - Motorring 3 - Nærum st. - Helsingørmotorvejen - Langhaven - Gøngehusvej - Trørød Kollegiet[12]
  - 174E: Ishøj st. - Ishøj Stationsvej - Ishøj Strandvej - Søndre Ringvej - Nordre Ringvej - Herlev Ringvej - Gladsaxe Ringvej - Buddinge st. - Buddingevej - Motorring 3 - Klampenborgvej - Lundtoftegårdsvej - Akademivej - Niels Koppels Allé - Anker Engelunds Vej - Lundtoftegårdsvej - (> Lundtoftevej > Vejporten >) - Helsingørmotorvejen - Langhaven - Gøngehusvej - Trørød Kollegiet[83]

- Overordnet linjeføring for linje 303S
  - Ishøj st. - Trørød Kollegiet

- Overordnede linjeføringer for linje 174E
  - Ishøj st. - Trørød Kollegiet
  - Ishøj st. - Nærum st. (kun morgen)
  - Ishøj st. - Buddinge st. (kun eftermiddag)

| Fra         | Entreprenør og garage         |
| ----------- | ----------------------------- |
| 26-09-1993  | Busdivisionen, Gladsaxe       |
| 01-04-1994  | Busdivisionen, Ballerup       |
| 24-09-1995  | Bus Danmark, Ballerup         |
| 02-06-1996  | City-Trafik, Glostrup         |
| 24-05-1998  | City-Trafik, Holte            |
| ca. 08-1998 | City-Trafik, Holte+Glostrup   |
| 25-05-2003  | City-Trafik, Avedøre+Glostrup |
| 23-05-2004  | City-Trafik, Glostrup         |

### Kronologisk oversigt
| Dato                    | Hændelse |
| ----------------------- | --- |
| 26-09-1993              | Linje 303S oprettes ad følgende rute: Ishøj st. - Ishøj Stationsvej - Ishøj Strandvej - Søndre Ringvej - Nordre Ringvej - Herlev Ringvej - Gladsaxe Ringvej - Buddinge st. - Buddingevej - Motorring 3 - Nærum st. - Helsingørmotorvejen - Langhaven - Gammel Holte, Malmbergsvej. Linjen kører kun i myldretiderne. |
| 29-05-1994              | Omlægges så der i stedet for til Malmbergsvej køres ad Langhaven - Gøngehusvej til ny endestation ved Trørød Kollegiet. |
| 24-09-1995              | Linjen degraderes til ekspresbuslinje 174E med et par ændringer. Ved DTU omlægges den ad Klampenborgvej - Lundtoftegårdsvej - Akademivej - Niels Koppels Allé - Knuth Wintherfeldts Allé - Nordvej - Lundtoftegårdsvej (> Lundtoftevej > Vejporten >) i stedet for direkte ad Helsingørmotorvejen. Desuden grendeles den ved Gammel Holte så nogle ture fortsætter som hidtil ad Langhaven til Trørød Kollegiet, mens andre kører ad Helsingørmotorvejen - Fredensborg Kongevej - Usserød Kongevej - Ådalsvej til Kokkedal st. |
| 25-03-1996              | Omlægges ad Anker Engelunds Vej - Lundtoftegårdsvej i stedet for Knuth Wintherfeldts Allé - Nordvej. |
| 21-02-1997 - 29-10-1997 | Omlægges ad Nøjsomhedsvej - Ørholmvej - Skodsborgvej - Rundforbivej i retning mod Trørød og Kokkedal. Omlægningen skyldes udvidelse af Helsingørmotorvejen. |
| 01-02-1998              | Ture med endestation ved Kokkedal st. afkortes til Nærum st. om morgenen og til Buddinge st. om eftermiddagen. Afkortningen skyldes oprettelsen af linje 150S. |
| 22-10-2006              | Linjen nedlægges og erstattes af øget frekvens på linje 300S i myldretiderne og en forlængelse af linje 353 til Lyngby st. |